# 錫格達爾
錫格達爾（挪威語：Sigdal）是挪威布斯克吕郡的市镇，行政中心为普雷斯特福斯村。市镇面积为842平方公里，人口数量为3,530人（2004年），人口密度为每平方公里4人。